# من أين نأتي؟ ما نحن؟ إلى أين نحن ذاهبون؟
من أين نأتي؟ ما نحن؟ وإلى أين نحن ذاهبون، لوحة رسمها الفنان الفرنسي بول غوغان. وقد أدرج غوغان عنوان اللوحة باللغة الفرنسية في الزاوية اليسرى العليا للوحة: D'où Venons Nous / Que Sommes Nous / Où Allons Nous. والملفت أن هذا العنوان الذي كتبه الفنان على قماش اللوحة لم يتضمن علامات استفهام أو شرطات وكتب الكلمات بحروف كبيرة. في الزاوية اليمنى العليا، وقّع اسمه مع تاريخ اللوحة "P. Gauguin / 1897".
اللوحة رُسمت في تاهيتي وتوجد الآن في متحف الفنون الجميلة في بوسطن في بوسطن، ماساتشوستس، الولايات المتحدة.
و أشار غوغان أن اللوحة يجب أن تقرأ من اليمين إلى اليسار، حسب المجموعات الرئيسية الثلاث التي تدل على الأسئلة المطروحة في العنوان. الأولى ثلاث نساء مع طفل تمثل بداية الحياة؛ المجموعة الوسطى ترمز إلى الحياة اليومية للمرحلة الشباب. وفي المجموعة الأخيرة، وفقا للفنان، «امرأة عجوز تقترب من الموت يبدو عليها الموافقة والتسليم لأفكارها». عند قدميها، «طائر أبيض غريب... يمثل لا جدوى الكلمات». التمثال الأزرق في الخلفية على ما يبدو يمثل ما وصفه غوغان باسم «بعدها أو وراء»
من مجمل ما قال: «أعتقد أن هذه اللوحة لا تفوق سابقاتها فقط، بل لن اعطي أي شيء أفضل أو حتى شبيها لها.»

## 
1. ↑   http://www.mfa.org/collections/object/where-do-we-come-from-what-are-we-where-are-we-going-32558. اطلع عليه بتاريخ 2015-06-30. {{استشهاد ويب}}: |url= بحاجة لعنوان (مساعدة) والوسيط |title= غير موجود أو فارغ (من ويكي بيانات) (مساعدة)
2. ↑  Make Lists, Not War (بالإنجليزية), QID:Q97309629
3. ↑  "Gauguin - Tahiti, The Workshop of the Tropics". musee-orsay.fr. متحف أورسيه. مؤرشف من الأصل في 2016-03-04.

## روابط خارجية
- "Where Do We Come From? What Are We? Where Are We Going?". Museum of Fine Arts, Boston. مؤرشف من الأصل في 2019-04-23. اطلع عليه بتاريخ 2012-03-20.
- "Gauguin Tahiti". Museum of Fine Arts, Boston. مؤرشف من الأصل في 2013-05-17. اطلع عليه بتاريخ 2005-04-30.